# Rudolf Höss
Rudolf Franz Ferdinand Höss (Duits: Höß; Baden-Baden, 25 november 1901 – Auschwitz, 16 april 1947) was van mei 1940 tot december 1943 en daarna van mei tot juli 1944, kampcommandant van het concentratiekamp Auschwitz.

## Levensloop

### Tot aan Hitlers machtsovername
Höss vocht als minderjarige in het Duitse leger in Turkije gedurende de Eerste Wereldoorlog. In 1919 sloot hij zich aan bij het Freikorps Roßbach en in november 1922 werd hij lid van de Nationaalsocialistische Duitse Arbeiderspartij (NSDAP) onder leiding van Hitler. In 1923 werd Höss veroordeeld wegens de wraakmoord op de eveneens extreemrechtse leraar Walter Kadow, die hij ervan verdacht de saboteur Albert Leo Schlageter te hebben verraden. Samen met Martin Bormann en nog twee anderen sloeg hij Kadow dood. Höss kreeg daarvoor tien jaar dwangarbeid, maar werd na vijf jaar vrijgelaten. In 1928 werd Höss eveneens lid van de extreem-nationalistische Artamanen-vereniging, die streefde naar annexatie van de Duitse gebieden in Polen.

### Tweede Wereldoorlog

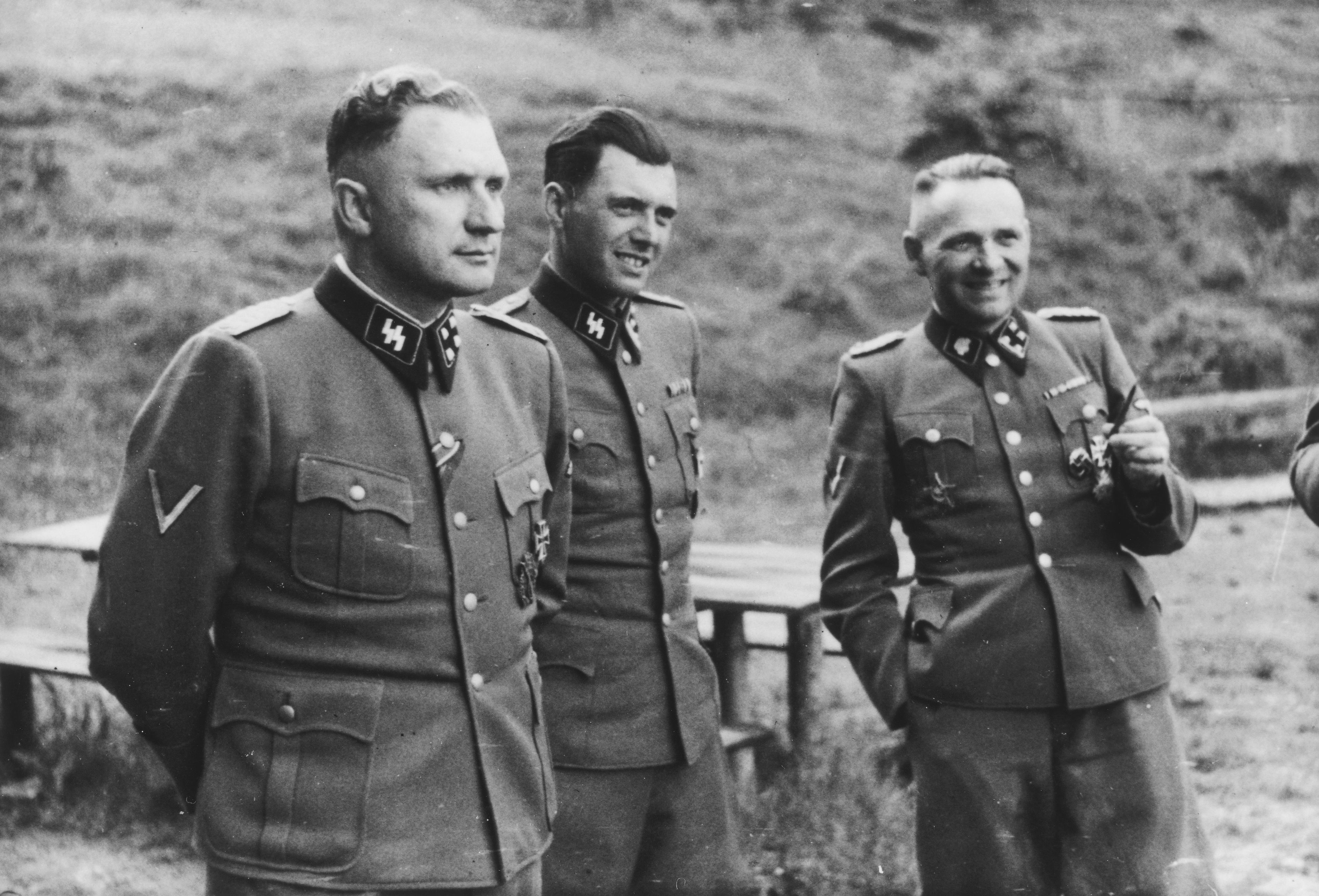
Höss (rechts) in Auschwitz, samen met de toenmalige kampcommandant Richard Baer (links) en kamparts Josef Mengele (1944)

In juni 1934 sloot Höss zich op advies van SS-leider Heinrich Himmler aan bij de SS-Totenkopfverbände. Van 1934 tot 1938 was hij werkzaam in concentratiekamp Dachau; van 1938 tot 1 mei 1940 was hij adjudant in concentratiekamp Sachsenhausen; in mei 1940 werd hij ten slotte kampcommandant van het concentratiekamp Auschwitz. Hij hielp in 1941 mee met het opzetten van een kamp bij Birkenau, dat naast Auschwitz lag en daarom ook wel Auschwitz II of Auschwitz-Birkenau werd genoemd. Vanaf de zomer van 1941 werd Auschwitz-Birkenau gebruikt als kamp voor de Endlösung der Judenfrage, dat wil zeggen voor de uitroeiing van het Joodse volk. Höss maakte van het kamp een 'modelvernietigingskamp' waar op grote schaal gebruik werd gemaakt van het gifgas Zyklon B. Höss leidde het kamp Auschwitz tot december 1943 toen hij, naar aanleiding van een onderzoek naar corruptie in het kamp, werd weggepromoveerd naar Pohls SS-hoofdbureau voor economische en administratieve zaken in Berlijn. Höss nam tijdens zijn periode als kampcommandant geen deel aan de beruchte selecties. Hij werd als kampcommandant opgevolgd door Arthur Liebehenschel. In 1944 keerde Höss voor enkele maanden (mei-juli) terug naar Auschwitz om daar de massamoord op de Hongaarse Joden ("Aktion Höss") te leiden.

### Na de oorlog

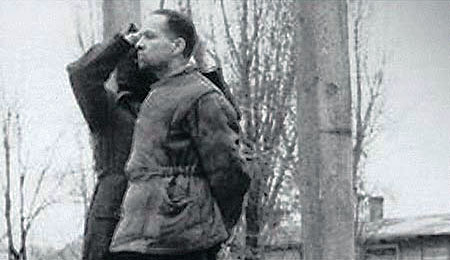
Rudolf Höss vlak voordat hij wordt opgehangen

Na de oorlog wist Höss aanvankelijk te ontkomen. Hij deed zich voor als matroos en werd door de geallieerden vrijgelaten. Daarna ging hij aan de slag als boerenknecht onder de naam Franz Lang. In maart 1946 konden de geallieerden Höss arresteren. Zij hadden zijn vrouw gevangengenomen die hen onder druk naar haar man leidde. Höss getuigde tijdens de processen van Neurenberg en schreef na uitlevering aan Polen ook zijn memoires. Op het verzoek van overlevenden van Auschwitz werd Höss op 2 april 1947 ter dood veroordeeld door het Hoogste Gerechtshof in Warschau. Twee weken later, op 16 april, werd hij in het kamp Auschwitz opgehangen aan een speciaal voor dit doel opgerichte galg. Mensen die bij het proces van Höss aanwezig waren, memoreerden later dat Höss zeer zakelijk was en geen enkele emotie of berouw toonde.

## Nakomelingen
Höss had samen met zijn vrouw Hedwig Hensel vijf kinderen, t.w. Klaus Höss (6 februari 1930), Heidetraut Höss (9 april 1932), Ingebirgitt Höss (18 augustus 1933), Hans- Jürgen Höss (1 mei 1936) en Annegret Höss (7 november 1943). Zijn jongste dochter, Annegret Höss, werd geboren in de Höss-villa naast het concentratiekamp vlak voordat Höss vertrok naar Berlijn. Höss’ oudste zoon, Klaus, is na de oorlog verhuisd naar Australië, waar hij is getrouwd en in de jaren '80 is gestorven. Zijn jongste twee dochters zijn naar de Verenigde Staten verhuisd. Höss' tweede dochter Ingebirgitt is meerdere keren geïnterviewd over haar leven in Auschwitz. In de zomer van 2024 kwam er een documentaire uit genaamd 'The Commandant's Shadow'', waar Hans-Jürgen Höss samen met zijn zoon Kai Höss en dochter van holocaust overlevende Anita Lasker-Wallfisch een bezoek brengt aan Auschwitz. De geïnterviewde nakomelingen van Höss hebben allebei erg veel moeite met het bevatten van de oorlogsmisdaden van hun vader, die ze beschrijven als de liefste vader ooit. Ze vertellen allebei niks mee te hebben gekregen van de horrorverhalen die zich echt afspeelden in Auschwitz. De andere zoon van Hans-Jürgen, Rainer Höss, die vaak in de media sprak over zijn opa, is enkele jaren geleden nog veroordeeld voor fraude. Hij zou het verleden van zijn familie hebben uitgemolken voor financiële doeleinden.

## Militaire rangen
- SS-Anwärter: 20 september 1933[2]
- SS-Mann: 1 april 1934[2]
- SS-Sturmmann: 20 april 1934[2]
- SS-Unterscharführer: 28 november 1934[2]
- SS-Scharführer: 1 april 1935[2]
- SS-Oberscharführer: 1 juli 1935[2]
- SS-Hauptscharführer: 1 maart 1936[2]
- SS-Untersturmführer: 13 september 1936[2][7]
- SS-Obersturmführer: 11 september 1938[2]
- SS-Hauptsturmführer: 9 november 1938[2]
- SS-Sturmbannführer: 30 januari 1941[2]
- SS-Obersturmbannführer: 18 juli 1942[8]

## Lidmaatschapsnummer
- NSDAP-nr.: 3240
- SS-nr.: 193 616[2][8]

## Decoraties
- IJzeren Kruis 1914, 1e Klasse[2][8] en 2e klasse[2]
- Kruis voor Oorlogsverdienste, 1e Klasse (20 april 1941) en 2e Klasse met Zwaarden
- Gewondeninsigne 1918 in zwart[8], zilver[2]
- IJzeren Halve Maan op 6 oktober 1917[2]
- Ehrendegen des Reichsführers-SS[8]
- Landesorden[8]
- Militaire Karl-Friedrich-Verdienstorde[2]
- Erekruis voor Frontstrijders in de Wereldoorlog in 1934[2]

## Literaire verwerking
In de roman Sophie's Choice uit 1979 van William Styron speelt Rudolf Höss een belangrijke rol.
In Harry Turtledove's Southern Victory serie is het personage Jefferson Pinkard gebaseerd op Rudolf Höss.
Het boek De Commandant (2011) van de Zwitserse schrijver Jürg Amann is gebaseerd op aantekeningen die Höss in afwachting van zijn doodvonnis maakte. Hierin vertelde hij zijn verhaal koel, zonder enige wroeging en zonder aantoonbaar inzicht in de reikwijdte van zijn handelen. Amann bewerkte het materiaal tot een monoloog.

## Films
De film The Zone of Interest (2023) gaat over Rudolf Höss, zijn vrouw Hedwig en hun kinderen die wonen naast het concentratiekamp Auschwitz. Ze streven ernaar om daar hun ideaal leven te leiden.